# Reproducere sexuată
Reproducerea sexuată este procesul de reproducere a organismelor prin organe sexuale.
Reproducerea sexuată a animalelor este procesul prin care ovulul și spermatozoidul, provenite de la doi indivizi de sex opus, se contopesc și dau naștere unui nou organism.
În acest proces participă cele doua celule sexuale - ovulul și spermatozoidul, numite gameți, produse de către gonade. Gonadele sunt glande de reproducere, fiind împărțite în gonoade feminine - ovare și gonade masculine -testicule.
Icrele peștilor și ouăle păsărilor sunt exemple de gameți feminini, alcătuiți doar dintr-o singură celulă, o celulă specială deoarece este foarte bogată în substanțe nutritive și este imobilă.
Acești gameți femini sau ovule se formează în ovare iar procesul de formare se numeste ovogeneză.
În natură exista ovule foarte diferite ca formă, dimensiuni sau culoare.
Cele ale peștilor și amfibienilor sunt gelatinoase și lipsite de coaja dură protectoare.
Cele ale reptilelor și cele ale păsărilor au respectiv coaja membranoasă sau calcaroasă și sunt mai bine protejate de factorii mediului.
Pentru o protecție mai buna ovulele mamiferelor nu sunt depuse în mediul extern ci după fecundare rămân în interiorul corpului femelei pe întreaga perioadă de dezvoltare.
Un ovul trebuie să fie fecundat pentru a da naștere unui nou individ.
Reproducerea sexuată a plantelor poate fi realizată:
- prin semințe:
  - Angiosperme
  - Gimnosperme